# Springfield Babes
Springfield Babes foi um clube de futebol americano com sede em Springfield, Massachusetts que foi membro da American Soccer League.

## História
Em sua única temporada em 1926/27, acabou desistindo em dezembro de 1926 faltando 17 partidas a disputar.

## Estatísticas

### Participações
|  | Participações em 2020 |

| Competição     | Competição             | Temporadas | Melhor campanha                | Estreia | Última  | P | R |
| Estados Unidos | American Soccer League | 1          | Décimo segundo Lugar (1926/27) | 1926/27 | 1926/27 |   | – |